# Veribubo pallescens
Veribubo pallescens är en tvåvingeart som först beskrevs av Greathead 1970.  Veribubo pallescens ingår i släktet Veribubo och familjen svävflugor.
Artens utbredningsområde är Tchad. Inga underarter finns listade i Catalogue of Life.